# Теорема на Вивиани
Нека {\displaystyle P} e вътрешна точка от равнината на един триъгълник. С {\displaystyle d_{a},d_{b},d_{c}} да означим разстоянията от {\displaystyle P} до страните {\displaystyle a,b,c} на триъгълника. Тогава ако с {\displaystyle h_{a},h_{b},h_{c}} сме означили височините към {\displaystyle a,b,c}, то е изпълнено:
{\displaystyle {\frac {d_{a}}{h_{a}}}+{\frac {d_{b}}{h_{b}}}+{\frac {d_{c}}{h_{c}}}=1}
Доказателство: Очевидно {\displaystyle S_{\triangle }=S_{a}+S_{b}+S_{c}} където с {\displaystyle S_{k}}, {\displaystyle k=a,b,c} сме положили лицето на триъгълника с върхове краищата на страната {\displaystyle k} и точка {\displaystyle P}. В такъв случай следва твърдението на теоремата:
{\displaystyle {\frac {S_{a}}{S_{\triangle }}}+{\frac {S_{b}}{S_{\triangle }}}+{\frac {S_{c}}{S_{\triangle }}}={\frac {a.d_{a}}{a.h_{a}}}+{\frac {b.d_{b}}{b.h_{b}}}+{\frac {c.d_{c}}{c.h_{c}}}=1}
Следствие: Нека с {\displaystyle r} сме означили радиуса на вписаната окръжност. В такъв случай ако {\displaystyle P} беше центърът на тази окръжност, то от теоремата на Вивиани следва:
{\displaystyle {\frac {1}{h_{a}}}+{\frac {1}{h_{a}}}+{\frac {1}{h_{a}}}={\frac {1}{r}}}